# Michael Dukakis
Michael Stanley Dukakis (Brookline, Massachusetts, 3 de Novembro de 1933) é um político americano que foi duas vezes governador do Massachusetts (1975-1979 e 1983-1991), e candidato do Partido Democrata à presidência do seu país na eleição presidencial de 1988.
É filho de um casal de imigrantes gregos. É advogado em Boston e primo da atriz Olympia Dukakis.
Em 8 de Novembro de 1988, o par democrata Dukakis-Bentsen perdeu com 45,6% dos votos frente aos 53,4% do par republicano Bush-Quayle. George H. W. Bush ganhou 40 dos 50 estados, e Dukakis ganhou em 9 estados do norte e noroeste, e no Havaí. Apesar da derrota, Dukakis obteve mais votos percentuais que Walter Mondale em 1984 (40,56%) e Bill Clinton em 1992 (43,01%, vencedor). 